# Kaloplocamus ramosus
Kaloplocamus ramosus é uma espécie de molusco pertencente à família Polyceridae.
A autoridade científica da espécie é Cantraine, tendo sido descrita no ano de 1835.
Trata-se de uma espécie presente no território português, incluindo a zona económica exclusiva.